# Нова Рублениця
Нова Рублениця (рум. Rubleniţa Nouă) — село в Молдові у Сороцькому районі. Входить  до складу комуни Рублениця.